# Calocheiridius mavromoustakisi
Espèce
Calocheiridius mavromoustakisi est une espèce de pseudoscorpions de la famille des Olpiidae.

## Distribution
Cette espèce se rencontre à Chypre, en Grèce et en Italie.

## Publication originale
- Beier & Turk, 1952 : On two collections of Cyprian Pseudoscorpionidea. Annals and Magazine of Natural History, sér. 12, vol. 5, p. 766-771.